# Romain Del Castillo
Romain Del Castillo (Lyon, 29 de marzo de 1996) es un futbolista francés de ascendencia española. Juega en la posición de centrocampista y su equipo es el Stade Brestois 29 de la Ligue 1 de Francia.

## Trayectoria
Del Castillo comenzó su carrera futbolística en las divisiones inferiores del Olympique de Lyon, club al que se unió en junio de 2012. Realizó su debut profesional con el equipo el 20 de noviembre de 2015, en un encuentro ante el Olympique de Niza que finalizó en derrota por marcador de 3:0. Del Castillo entró al campo de juego al minuto 64 en reemplazo de Sergi Darder. En 2016 fue transferido en calidad de cedido al F. C. Bourg-Péronnas de la Ligue 2.

## Clubes
| Club                          | País    | Año       |
| ----------------------------- | ------- | --------- |
| Olympique Lyonnais II         | Francia | 2014      |
| Olympique de Lyon             | Francia | 2015-2018 |
| F. C. Bourg-Péronnas (cedido) | Francia | 2016-2017 |
| Nîmes Olympique (cedido)      | Francia | 2017-2018 |
| Stade Rennais F. C.           | Francia | 2018-2021 |
| Stade Brestois 29             | Francia | 2021-     |

## Palmarés

### Títulos nacionales
| Título          | Club                | País    | Año  |
| --------------- | ------------------- | ------- | ---- |
| Copa de Francia | Stade Rennais F. C. | Francia | 2019 |